# بيت آل ناصر علي (لودر)

تعديل مصدري - تعديل

بيت آل ناصر علي هي إحدى قرى عزلة زارة بمديرية لودر التابعة لمحافظة أبين، بلغ تعداد سكانها 40 نسمة حسب تعداد اليمن لعام 2004.